# Paul Keerdo

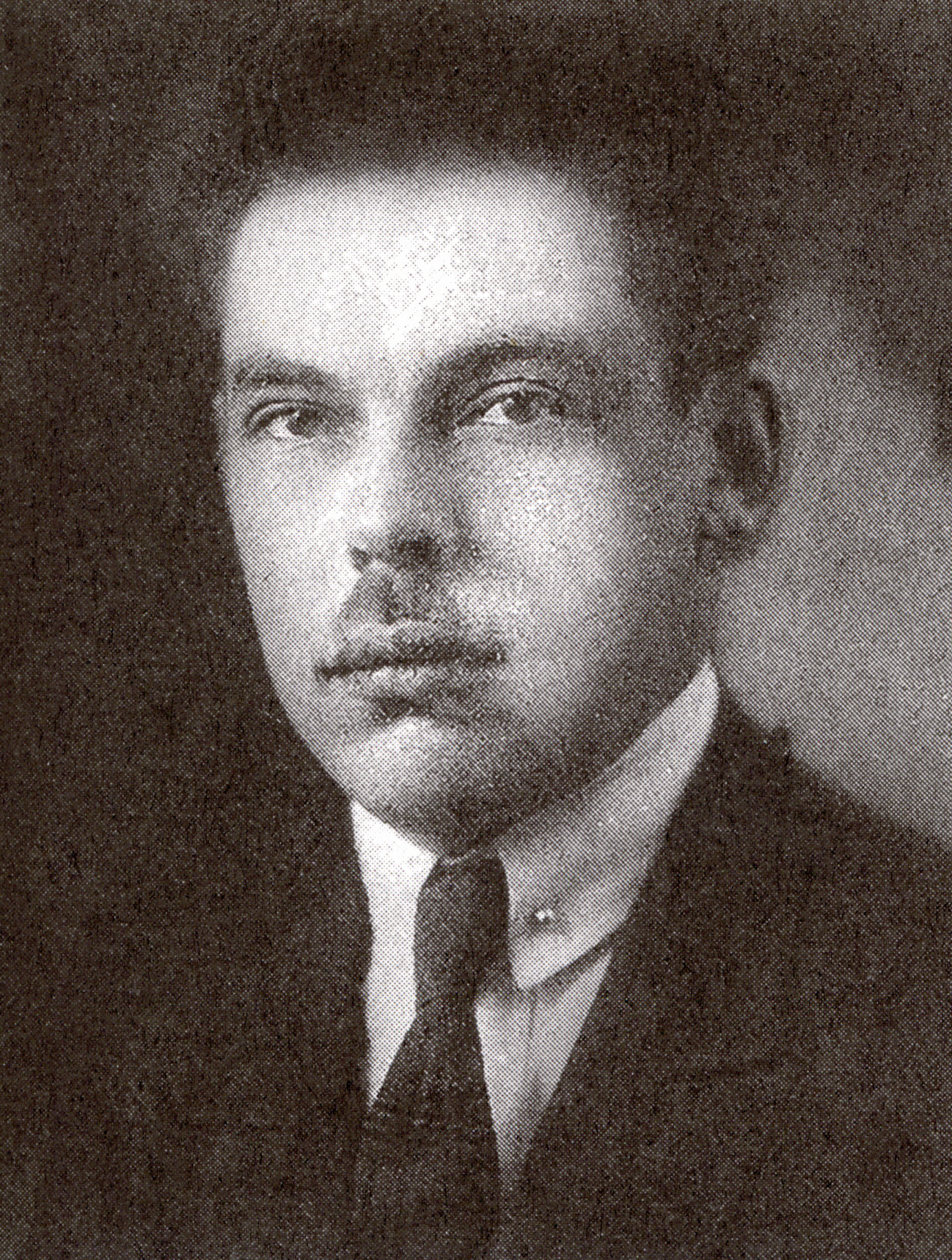
Paul Keerdo

Paul Keerdo (Pseudonym Rein Rannik, * 23. Märzjul. / 4. April 1891greg. in Tartu; † 6. Januar 1950 in Tallinn) war ein estnischer Schriftsteller und Politiker.

## Leben und Werk
Keerdo besuchte von 1900 bis 1903 das Hugo-Treffner-Gymnasium, ohne jedoch einen Abschluss zu machen. Anschließend arbeitete er in der Lederbranche, anfangs in Tartu, ab 1915 in Petrograd. 1922 schloss er sich der EKP an, in der er bereits 1923 Mitglied des Zentralkomitees wurde. Im gleichen Jahr wurde er Abgeordneter im Riigikogu, 1924 jedoch im Prozess der 149 verhaftet und zu lebenslänglicher Zwangsarbeit verurteilt. Nach einer Amnestie im Jahre 1938 wurde er aus dem Gefängnis entlassen. Er setzte seine illegale Tätigkeit als Organisator der (verbotenen) Kommunistischen Partei Estlands fort und wurde nach der Sowjetisierung Estlands schnell ein Unterstützer des neuen Regimes. Beispielsweise war er stellvertretender Vorsitzender einer Kommission, die den Estnischen Schriftstellerverband in einen sowjetischen Verband umformen sollte, ohne jedoch Mitglied des alten Verbandes gewesen zu sein.
Nach dem deutschen Überfall auf die Sowjetunion ging Keerdo wie viele andere ins sowjetische Hinterland und half dort mit beim Aufbau der literarischen Infrastruktur. Nach dem Krieg arbeitete er als Kommissar für Finanzangelegenheiten bzw. Finanzminister in der ESSR.
Die ersten Geschichten von Keerdo sind in Gefangenschaft abgefasst und unter Pseudonym in illegalen Zeitschriften publiziert worden. Erst 1981 wurde sein Pseudonym enthüllt. Sein erster (und zu Lebzeiten einziger) Erzählband wurde 1943 in Moskau veröffentlicht. Meistens handelt es sich hier um realistische Erzählungen aus dem Gefängnisleben und der Partisanentätigkeit.

## Bibliografie
- Tasuja. Jutustused ('Der Rächer. Erzählungen'). ENSV Riiklik Kirjastus, Moskau 1943. 49 S.
- Jutustusi ('Erzählungen'). Eesti Raamat, Tallinn 1981. 191 S.

## Sekundärliteratur
- Aadu Säärits: Paul Keerdo vanglaloomingust ja kaastööst ajakirjale „Kommunismi teel“, in: Keel ja Kirjandus 10/1981, S. 604–608.[5]